# Orraryds gravfält

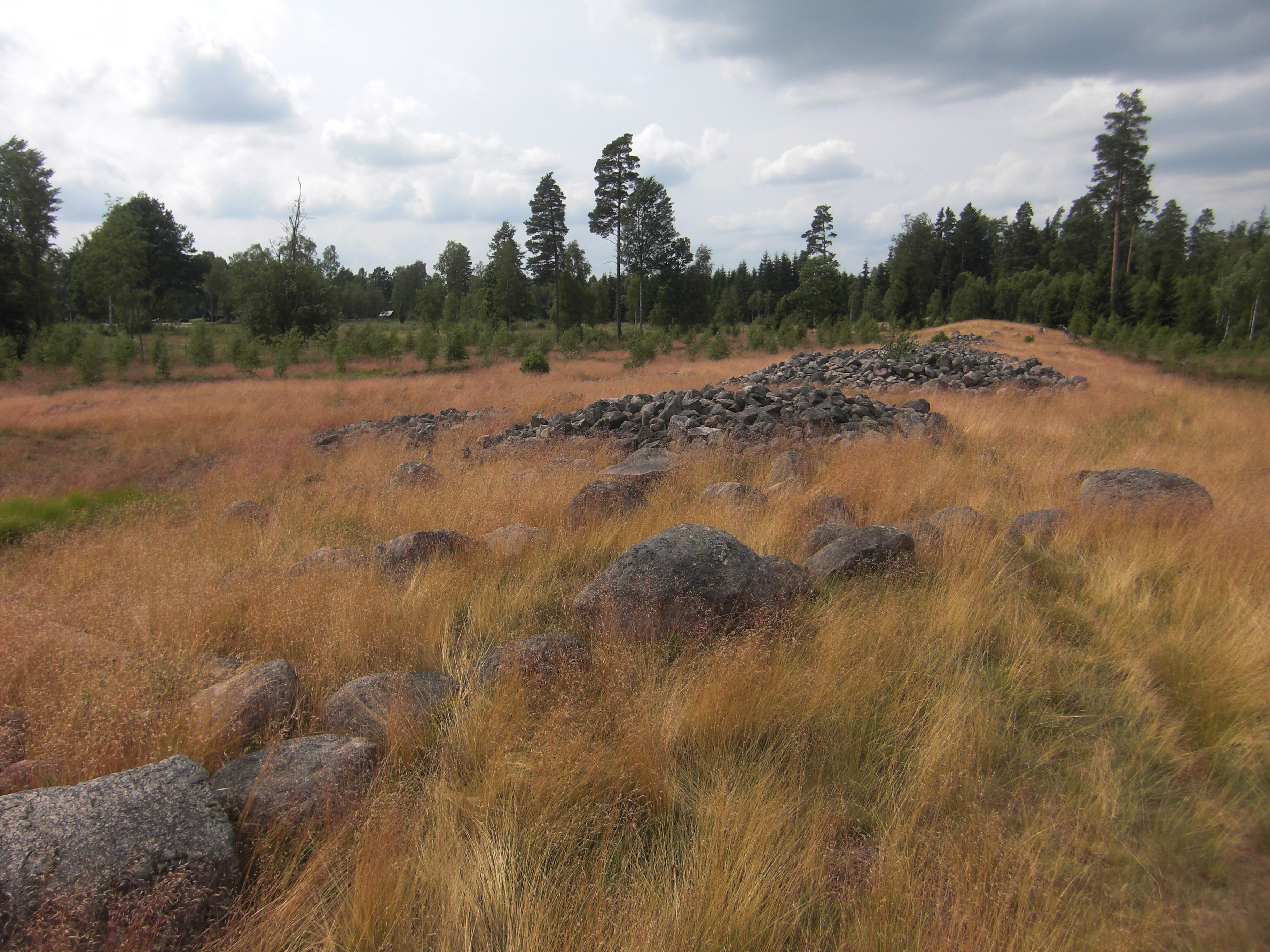
Orraryds gravfält

Orraryds gravfält ligger i Nöbbele socken i Växjö kommun och är  med sina 400 x 140 meter, ett av de största i Kronobergs län. 
Gravfältet består enligt fornminnesregistret av minst 181 gravar som utgörs av 6 välvda rösen, 116 runda flacka stensättningar, 8 rektangulära stensättningar, 25 skeppsformiga stensättningar, 18 kvadratiska stensättningar, 7 treuddar och 1 triangulär stensättning. Många av gravarna har kantkedjor, mittblock och hörnstenar och några är ofyllda. Den stora variationen av gravformer är typisk för gravfälten inom centralbygden i det gamla folklandet Värend.
Flertalet av gravarna är sannolikt från yngre järnåldern, men begravningar i rösena kan ha gjorts redan under bronsåldern. Flera av gravformerna användes också under hela äldre järnåldern. Gravfältet är beläget på en låg, långsträckt moränrygg, norr om gamla vägen genom Orraryds bytomt. Antagligen var gravfältet större innan en närliggande grustäkt togs i bruk.